# Kungliga Gustav Adolfs Akademien för svensk folkkultur

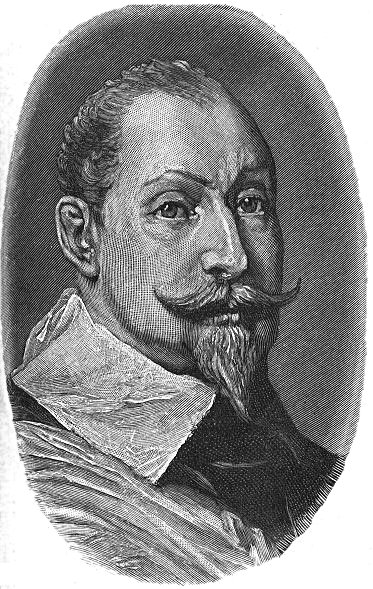
Gustav II Adolf.

Kungl. Gustav Adolfs Akademien för svensk folkkultur (GAA) är en av de kungliga akademierna, och stiftades på 300-årsdagen av Gustav II Adolfs död den 6 november 1932. Stadgarna fastställdes av Kungl. Maj:t den 27 november 1936. Akademien har sitt säte vid Klostergatan 2 Uppsala.
Akademien har till syfte att främja forskning rörande svensk folklig kultur, samt ger ut flera periodiska publikationer och skriftserier. Ledamöter i GAA (förkortas LGAA) är för närvarande 218 och av dem är 40 inländska arbetande ledamöter.

## Ledamöter
Kungl. Gustav Adolfs Akademien för svensk folkkulturs ledamöter är fördelade på kategorierna hedersledamöter, stödjande ledamöter, seniorledamöter, inländska arbetande ledamöter, utländska arbetande ledamöter och korresponderande ledamöter. Antalet inländska arbetande ledamöter kan vara högst 40, utländska arbetande ledamöter och stödjande ledamöter högst 30. En arbetande ledamot överförs till kategorin seniorledamöter vid fyllda 70. År 2016 var 218 personer ledamöter av akademin.  

## Presides och sekreterare
Följande personer har varit preses för Kungl. Gustav Adolfs Akademien:
- 1932–1943 Karl Gustav Westman
- 1944–1956 Nils Ahnlund
- 1957–1964 Dag Strömbäck
- 1965–1967 Jöran Sahlgren
- 1968–1978 Gösta Berg
- 1979–1989 Sten Carlsson
- 1990–1994 Sven G. Svenson
- 1995–2001 Carl Göran Andræ
- 2002–2004 Nils-Arvid Bringéus
- 2005–2016 Lennart Elmevik
- 2016– Lars-Erik Edlund

Kungl. Gustav Adolfs Akademien för svensk folkkultur har haft följande sekreterare:
- 1932–1964 Jöran Sahlgren
- 1965–1974 Dag Strömbäck
- 1975–1980 Folke Hedblom
- 1981–2004 Lennart Elmevik
- 2005–2009 Mats Hellspong
- 2010–2015 Maj Reinhammar
- 2015–2021 Gunnar Ternhag
- 2021– Fredrik Skott

## Tidskrifter
Kungl. Gustav Adolfs Akademien för svensk folkkultur utger åtta vetenskapliga tidskrifter:
- Arv: Nordic Yearbook of Folklore
- Ethnologia Scandinavica
- Namn och bygd: Tidskrift för nordisk ortnamnsforskning
- Nordisk tidskrift för socioonomastik / Nordic Journal of Socio-Onomastics
- RIG: Kulturhistorisk tidskrift
- Saga och sed
- Svenska landsmål och svenskt folkliv

Tidigare har även Akademien utgivit följande tidskrifter:
- Studia anthroponymica Scandinavica: Tidskrift för nordisk personnamnsforskning
- Folk-liv. Tidskrift för nordisk etnologi.